# Río Lezha

La cuenca del Dviná Septentrional. El río Lezha se muestra en el mapa.

El Lezha, también conocido como Olidovka (en ruso: Лежа, Олидовка), es un río situado en los raiones de Griázovets, Vólogda y Mezhduréchensk de la óblast de Vólogda, en Rusia. Es un afluente derecho del Sújona. Tiene una longitud de 178 kilómetros y una cuenca de 3.550 kilómetros cuadrados. Sus principales afluentes son el Senga (izquierda), el Velikaya (derecha) y el Komela (izquierda).
La cuenca del Lezha constituye la parte más meridional de la cuenca del Dviná Septentrional y comprende la parte oriental del raión de Griázovets, partes de los raiones de Mezhduréchensk y Vólogda, y zonas menores del norte del óblast de Kostroma. Las zonas al este, sur y oeste de la cuenca del Lezha desaguan en el Volga. La cuenca del Lezha incluye el lago Nikolskoye, que desagua en el Komela.
El nacimiento del Lezha está en el sur del raión de Griázovets, en la frontera con el óblast de Kostroma. El río fluye en dirección noroeste, atravesando el distrito hasta su límite norte. El asentamiento de tipo urbano de Vójtoga está situado en la orilla derecha del Lezha. El tramo más bajo del Lezha forma la frontera entre los raiones de Vólogda y Mezhduréchensk. La desembocadura del Lezha está cerca de la desembocadura del Vólogda y del pueblo de Ustye Vologodskoye.
El tramo más bajo del Lezha, 23 kilómetros (14 mi) aguas abajo del pueblo de Lobkovo, está inscrito en el Registro Estatal de Aguas de Rusia como navegable, sin embargo, no hay navegación de pasajeros.